# Гершензон Дмитро Лазаревич
Гершензон Дмитро Лазарович (нар. 9 березня 1956, Балта, Одеська область, УРСР) — український музикант, співак, композитор і аранжувальник. Заслужений артист України (1996).

## Життєпис
Дмитро Гершензон народився 9 березня 1956 року в місті Балта, Одеської області. Навчався у Балтській середній школі № 2. 1976 року Дмитро Гершензон закінчив музичне училище у місті Бєльци (Молдова). Під час навчання у місті Бєльцах (1973), на фестиваль «Гітара і труба-73», приїжджав ВІА «Карпати» із Чернівців. Тоді Дмитро Гершензон вперше побачив живих супермузикантів, серед яких — Валерій Громцев та Іван Благун.
У ВІА «Дністер» від 1977 року, бас-гітарист. З 1978 року Дмитро Гершензон у ВІА «Збруч» Тернопільської обласної філармонії, бас-гітарист. Переходить у 1980 році у ВІА «Море», Севастопольського відділення Кримської обласної філармонії, бас-гітарист, почав робити перші аранжування.
У 1981 році повертається у ВІА «Збруч» Тернопільської обласної філармонії, бас-гітарист;
До «Світязя» Дмитро Гершензон потрапив за другим «заходом». Спершу його привів туди тернопільський барабанщик Ігор Сазонов на заміщення вакансії бас-гітариста. Роботи йому тоді не запропонували.
Від 1983 року Дмитро Гершензон у ВІА «Світязь» Волинської обласної філармонії. У 1993 році Дмитро Гершензон вже музикант дуету «Світязь». Працюючи у ансамблі «Світязь» він здобув визнання.
Дмитро Гершензон мешкав та працював, з 1983 року, в місті Луцьку. З 1983 по 1994 рік був музичним керівником ВІА «Світязь». У 1987 році у «Світязь» прийшов Анатолій Говорадло, з яким Дмитро Гершензон, у 1988 році, створив творчий дует. 2005 року переїжджає у Київ. 2005 р. — співпраця зі студією Юрія Лича «OshermiX»
2013 року Дмитро Гершензон емігрував до Ізраїлю.

## Особисте життя
Дмитро Гершензон одружений, у нього двоє дітей, дочка та син.